# Ланьшинский
Ланьшинский — посёлок в Заокском районе Тульской области России.
В рамках административно-территориального устройства образует Ланьшинский сельский округ Заокского района, в рамках организации местного самоуправления включается в Страховское сельское поселение.

## География
Расположен на реке Ока, в 14 км к северо-западу от райцентра — посёлка городского типа Заокский и в 75 км к северо-западу от Тулы, у слияния границы Тульской области с Калужской и Московской областями. В километре к юго-западу от поселка в Оку впадает река Ямница.

## Население
| 2002 | 2010 |
| ---- | ---- |
| 489  | ↘444 |